# Soudage du bois
Le soudage du bois est une technique d'assemblage par friction de 2 pièces en bois, sans ajout de colle. 

## Procédé
Le bois est soudé par friction : les pièces de bois sont frottées l’une sur l’autre en appliquant une pression. La température élevée obtenue par la friction (>180 °C), combinée à la pression, ramollit la lignine et l’hémicellulose présentes aux niveaux des surfaces en contact. Ce ramollissement permet l’enchevêtrement et donc le soudage de ces polymères. 

## Propriétés
Le soudage du bois est un procédé rapide, il se fait en quelques secondes. Il donne des joints de fortes performances mécaniques (d'après qui ? dans quelle mesure ?). Les joints soudés sont sensibles à l'eau liquide et aux conditions humides. Cette sensibilité provient, entre autres, de la dégradation des polymères à l'interface lors du soudage.

## Applications
Le soudage peut être réalisé sur des pièces planes de bois de même essence ou pas. L'utilisation du bois soudé est limitée à des applications dans des environnements intérieurs en raison de la sensibilité des joints soudés à l'eau liquide et aux conditions humides. Il peut donc servir pour fabriquer des meubles pour l’intérieur.

## Laboratoires étudiant cette méthode
- EPFL, faculté de l'environnement naturel, architectural et construit (ENAC), laboratoire IBOIS, Suisse
- Haute École Spécialisée Bernoise, Architecture, bois et génie civil, Institut des Matériaux et de la technologie du bois - Écoles techniques ES Bois à Bienne, Suisse
- Centre de recherche sur le bois, Université Laval, Québec, QC, Canada
- ENSTIB - LERMAB (École Nationale Supérieure des Technologies et Industries du Bois - Laboratoire d’Études et de Recherche sur le Matériau Bois), à Épinal, France
- EQMBO - Entreprises, Centre collégial de transfert technologique en transformation du bois et en ameublement, Victoriaville, QC, Canada